# パパ・ア・ラ・デリバ
『パパ・ア・ラ・デリバ』（スペイン語: Papá a la deriva）は、チリのテレビドラマ。メガで2015年5月25日に初公開された。

## 登場人物
ブルーノ・モント
演：ゴンザロ・バレンズエラ (es)
ヴィオレッタ・パディラ・セグラ
演：マリア・グラシア・オメニャ (es)
ロサリオ・ケベド
演：フランシスカ・インボデン (es)
マティアス・キロス・ウルティア
演：イグナシオ・アチュラ (es)
ミゲル・アヤラ・ガルシア
演：フェルナンド・ラライン
ビクトリア・ウルティア、別名ビキ
演：ソランジュ・ラキントン (es)
エウヘニオ・パディラ、別名ケノ
演：クラウディオ・アレドヌド (es)
ベルタ・ボンファンテ、バルマセダの未亡人
演：マリカルメン・アリゴリアガ (es)
クリストバル・モント・バルマセダ
演：シモン・ペシュティッチ (es)
カミラ・キロス・ウルティア
演：フェルナンダ・ラミレス
ディエゴ・キロス・ウルティア
演：レナート・ジョフレ
フェリペ・ブリチェーノ
演：フランシスコ・ダニオベイティア
バルバラ・アンドレア・ゴンザレス・ケベド
演：フランシスカ・ウォーカー (es)
エスメラルダ・モント・バルマセダ
演：リ・フリードマン
メアリーアン・チャンバーリン、別名グリンガ
演：コンスタンザ・マッケナ (es)
アルトゥーロ・モント・バルマセダ
演：ナウエル・カンティヤノ
マリナ・モント・バルマセダ
演：ジュリア・イノストロザ
ルイス・ペニア、別名ルチョ・エル・レイエノダ
演：ロベルト・プリエト